# Franco Baresi
Franchino Baresi OMRI (Travagliato, 8 de maio de 1960) é um ex-futebolista italiano que atuava como líbero ou zagueiro.
Um dos maiores ídolos da história do Milan, é considerado um dos melhores de todos os tempos na sua posição. Além disso, também é um dos sete jogadores a terem conquistado as medalhas de ouro, prata e bronze em Copas do Mundo FIFA, sendo o único não alemão desta lista.
Ele é o irmão mais novo de Giuseppe Baresi, que brilhou com a camisa da Internazionale.

## Carreira

### Milan
Chegou às categorias de base do Milan em 1974, com apenas catorze anos de idade, e jogaria toda a carreira no clube. Apesar de torcedor do Milan, tentou primeiro jogar na arquirrival Internazionale, por seu irmão Giuseppe (que o levou para os testes na Inter) já estar lá. Franco acabaria reprovado nos Nerazzurri, decidindo finalmente tentar no clube de coração.
O craque italiano estreou na equipe quatro anos depois, num jogo contra o Hellas Verona, posto para jogar pelo técnico Nils Liedholm a duas semanas de completar 18 anos. No início seu desejo era de jogar no ataque, com o sonho de marcar vários gols; entretanto, ao ser constantemente escalado na defesa, aceitou a nova posição. Sua liderança natural o fez se tornar capitão da equipe aos 22 anos de idade.
Dono de raro senso de colocação, nos anos 80 disputou a segunda divisão italiana com o Milan, e conquistou uma impressionante galeria de títulos: seis Scudetti (1978–79, 1987–88, 1991–92, 1992–93, 1993–94 e 1995–96), três Copas dos Campeões da Europa (1988–89, 1989–90 e 1993–94), dois Campeonatos Intercontinentais (1989 e 1990), três Supercopas Europeias (1989, 1990 e 1994) e quatro Supercopas da Itália (1987–88, 1991–92, 1992–93 e 1993–94). Em todo o período, sua grande técnica no desarme sem precisar recorrer a demasiadas faltas rendeu elogios dos grandes craques que marcou, como Roberto Baggio, Diego Maradona, Michel Platini e Gianfranco Zola, dentre outros.
Pelo Milan jogou 720 partidas oficiais em 20 anos pelo clube, marcando 32 gols. Aposentou-se em 1997, numa festa com 70 mil torcedores. Por sua história e dedicação dentro do clube, o Milan aposentou a camisa número 6.

### Seleção Nacional
Baresi atuou em 82 partidas pela Seleção Italiana e balançou a rede duas vezes. Estrearia pela Itália em 1982, aos 22 anos, mas já figurava nas convocações antes: fora chamado juntamente com o irmão Giuseppe para a Euro de 1980, mas não jogou.
Esteve presente em três Copas do Mundo FIFA. Foi reserva em 1982, quando a Itália conquistou o título. O técnico Enzo Bearzot preferia o trio de zagueiros da Juventus: Antonio Cabrini, Claudio Gentile e Gaetano Scirea, sendo este último o líbero. Baresi continuaria a frequentar a reserva com Bearzot por questões técnicas: o treinador queria escalá-lo no meio, contra a vontade de Franco, já bastante acostumado à defesa. Com isso, o zagueiro acabaria não convocado à Copa do Mundo FIFA de 1986, onde esteve seu irmão, Giuseppe Baresi.
Franco voltou à Seleção em 1988 (com a Itália sendo treinada agora por Azeglio Vicini), ajudando a Azzurra a chegar ao terceiro lugar na Eurocopa daquele ano, posição que repetiria na Copa do Mundo FIFA de 1990. No Mundial de 1994 foi vice-campeão, vivendo o drama de desperdiçar uma cobrança na decisão por pênaltis contra o Brasil, na final do torneio. Responsabilizaria depois a sua decisão de mudar no último instante a escolha do canto: primeiramente, teria pensado em chutar no canto esquerdo. Sua cobrança acabou passando por cima do travessão.
Sua atuação na decisão até então vinha sendo heroica: lesionou o joelho no jogo inaugural da Itália na Copa e passou por uma artroscopia, o que lhe dava poucas chances até de voltar a jogar. Conseguiu retornar a tempo de disputar a final, fazendo sobre Romário o que o próprio reconheceu como "a marcação mais implacável que já sofri em toda a minha carreira". O Baixinho, jogador mais decisivo do Brasil, acabou passando em branco naquela decisão. Após ver seus colegas Daniele Massaro e Roberto Baggio também errarem seus pênaltis e o tetracampeonato ficar com os brasileiros, caiu no choro convulsivo; o líbero considera aquela a sua derrota mais dolorida.

## Estilo de jogo
Baresi é considerado um dos maiores defensores de todos os tempos. Ele jogou toda a sua carreira de 20 anos no Milan, tornando-se uma lenda do clube. No clube Rossoneri, formou uma das defesas mais formidáveis de todos os tempos, ao lado de Paolo Maldini, Alessandro Costacurta, Mauro Tassotti, Filippo Galli e depois Christian Panucci. Ele era um defensor completo e consistente que combinava poder com elegância e era dotado de atributos físicos e mentais excepcionais, como ritmo, força, tenacidade, concentração e resistência, o que o fazia efetivo no ar, apesar de sua falta de altura notável para um zagueiro.
Embora Baresi tenha sido capaz de jogar em qualquer posição na defesa, ele se destacou principalmente como zagueiro e como líbero, onde combinou seus atributos defensivos e sua capacidade de ler o jogo, com sua excelente visão, técnica, distribuição e habilidade com a bola. O seu alcance, a habilidade técnica e o controle de bola permitiram-lhe avançar para o meio-campo para começar a atacar jogadas nas costas, permitindo-lhe funcionar como desempenhado secundário para a sua equipe e também jogar como volante ou meio-campista quando necessário. Apesar de ser um defensor, ele também era um batedor de pênaltis preciso. Baresi era conhecido por ser um jogador forte e preciso, que era muito bom para recuperar a posse e antecipar e interceptar peças, devido à sua aguda inteligência tática, velocidade do pensamento, habilidade de marcação e senso de posicionamento. Ele também era conhecido por seu profissionalismo, longevidade, liderança excepcional, comandando presença em campo e suas habilidades organizacionais ao longo de sua carreira, capitaneando o Milan e a Seleção Italiana.

## Títulos
Milan
- Serie A: 1978–79, 1987–88, 1991–92, 1992–93, 1993–94 e 1995–96
- Liga dos Campeões da UEFA: 1988–89, 1989–90 e 1993–94
- Copa Intercontinental: 1989 e 1990
- Supercopa Europeia: 1989, 1990 e 1994
- Supercopa da Itália: 1988, 1992, 1993 e 1994

Seleção Italiana
- Copa do Mundo FIFA: 1982

### Prêmios individuais
- Bola de Prata da Revista France Football: 1989
- Melhor Jogador do Campeonato Italiano: 1990
- Jogador do Século do Milan: 1999
- FIFA 100: 2004[6]
- Jogador Italiano do Século XX pela FIGC: 2004
- 33º Melhor jogador do Século XX pela IFFHS
- 20º Melhor futebolista europeu do Século XX pela IFFHS
- 4º Melhor jogador italiano do Século XX pela IFFHS
- Seleção de Futebol do Século XX da Italian FA e Planete Foot
- Bola de Ouro Dream Team: Melhor zagueiro da história - segundo esquadrão
- Lendas do Futebol - IFFHS[7]
- All-Time World Men's Dream Team - IFFHS[8]
- Seleção Italiana de Todos os Tempos - IFFHS[9]